# 常滑市立西浦北小学校
常滑市立西浦北小学校（とこなめしりつ にしうらきたしょうがっこう）は、愛知県常滑市の公立小学校。

## 概要
- 樽水、樽水町、泉町、塩田町、井戸田町、西阿野、阿野町、唐崎町が校区であり、公立中学校の進学先は常滑市立南陵中学校である[1]。
- 旧・知多郡西浦町の小学校であった。
- 現在地（井戸田町）に移転する前の校地は塩田町に存在した。旧校地は波の音こども園、街かどサロンきらり、特別養護老人ホームヴィラ南陵となっている。

## 沿革
- 1873年（明治6年） - 樽水村に養風学校、西阿野村に深柳学校が開校する。
- 1876年（明治9年） - 養風学校が樽水学校、深柳学校が西阿野学校に改称する。
- 1878年（明治11年） - 樽水村と西阿野村が合併し、佐合村となる。
- 1883年（明治16年） - 佐合村が樽水村と西阿野村に分立する。
- 1887年（明治20年） - 樽水学校と西阿野学校を統合し、尋常小学樽水学校となる。
- 1892年（明治25年） - 樽水尋常小学校（樽水村）と西阿野尋常小学校（西阿野村）に分立する。
- 1906年（明治39年）5月1日 - 樽水村、西阿野村、苅屋村、古場村が合併し、枳豆志村が発足する。
- 1907年（明治40年）1月 - 樽水尋常小学校と西阿野尋常小学校を統合し、枳豆志第二尋常高等小学校となる。
- 1911年（明治44年）12月10日 - 枳豆志村が町制施行及び改称し、西浦町となる。同時に西浦第二尋常高等小学校に改称する。
- 1941年（昭和16年）4月1日 - 西浦町第一国民学校に改称する。
- 1947年（昭和22年）4月1日 - 西浦町立第一小学校に改称する。
- 1948年（昭和23年）10月1日 - 西浦町立北小学校に改称する。
- 1954年（昭和29年）4月1日 - 常滑町、大野町、西浦町、鬼崎町、三和村が合併し市、常滑市となる。同時に常滑市立西浦北小学校に改称する。
- 1961年（昭和36年） - 新校舎（鉄筋コンクリート造）が完成する。
- 1969年（昭和44年） - 体育館が完成する。
- 1971年（昭和46年） - プールが完成する
- 1972年（昭和47年） - 校舎を増築する。
- 1998年（平成10年） - 現在地に新校舎が完成し、移転する。

## 交通アクセス
- 知多バス常滑南部線「阿野」バス停より徒歩約15分。

## 周辺施設
- 常滑樽水郵便局